# José Rafael Meza
José Rafael Meza (* 6. Juli 1920 in Cartago; † 15. Juli 1988) war ein costa-ricanischer Fußballspieler auf der Position eines Stürmers, der 1940 mit 13 Treffern Torschützenkönig der costa-ricanischen und in der Saison 1941/42 mit 20 Treffern Torschützenkönig der mexikanischen Fußballliga war. Im Anschluss an seine aktive Karriere trainierte er diverse Fußballmannschaften. 

## Leben

### Verein
Der in seinem Heimatland auch unter den Spitznamen Fello und El Maestro sowie in Mexiko unter dem Spitznamen Tico (der Bezeichnung für Costa-Ricaner) bekannte Meza gilt als einer der besten costa-ricanischen Fußballspieler aller Zeiten. 
Er begann seine Fußballerlaufbahn in den Nachwuchsabteilungen seines Heimatvereins Ciclón Negro. 
1937 wechselte er zum Erstligisten CS Cartaginés, mit dem er im Spieljahr 1940 die Meisterschaft gewann und mit seinen 13 Treffern (in neun Spielen) erheblichen Anteil am Titelgewinn hatte und zudem Torschützenkönig der costa-ricanischen Liga wurde. 
Für die Saison 1941/42 wechselte er in die mexikanische Fußballliga, wo er im Trikot der UD Moctezuma abermals die Torjägerkrone gewann. 
1942 wechselte er in die argentinische Fußballliga, wo er die nächsten zwei Jahre für Estudiantes de La Plata spielte und insgesamt 33 Tore erzielte. 
Während der Saison 1944/45 kehrte er nach Mexiko zur UD Moctezuma zurück, die in der im Vorjahr eingeführten mexikanischen Profiliga spielte. Sein erstes Tor in dieser Liga erzielte er im Heimspiel gegen León, das am 12. November 1944 ausgetragen wurde und 2:2 endete. Das andere Tor für Moctezuma erzielte sein Bruder Jaime.
Vor der Saison 1945/46 wechselte er zum mexikanischen Hauptstadtverein Atlante, bei dem er den viel zitierten „Einstand nach Maß“ feierte, als ihm im Saisoneröffnungsspiel seines neuen Arbeitgebers beim CD Tampico, das mit 10:3 gewonnen wurde, gleich vier Treffer gelangen. Noch mehr Tore erzielte sein Mannschaftskamerad Horacio Casarín, der in diesem Spiel gleich fünfmal erfolgreich war. Bei Atlante spielte er etwa drei Jahre und kehrte anschließend noch einmal für einige Monate zu seinem früheren Verein Moctezuma nach Orizaba zurück, bevor es ihn wieder in seine Heimat verschlug. 
Bereits 1950 verließ er Costa Rica wieder und spielte eine Saison für die kolumbianische Universitätsmannschaft Universidad de Bogotá. 
1951 kehrte er zu seinem Heimatverein CS Cartaginés zurück, für den er mehrere Jahre als Spielertrainer arbeitete. Zwischendurch war er vorübergehend in Honduras, ebenfalls als Spielertrainer, für Aduana de Tela tätig. 
In der Saison 1955 beendete er seine aktive Laufbahn in Diensten des CS Herediano mit dem Gewinn eines weiteren Meistertitels.

### Nationalmannschaft
1941 gewann er mit der costa-ricanischen Nationalmannschaft die Meisterschaft Mittelamerikas und der Karibik und war außerdem der erfolgreichste Torjäger bei diesem Turnier.

## Trivia
Seit 1973 ist das Estadio José Rafael Meza Ivankovich seines Heimatvereins CS Cartaginés nach ihm benannt.

## Erfolge

### Persönlich
- Torschützenkönig der costa-ricanischen Liga: 1940
- Torschützenkönig der Mittelamerikanischen und Karibischen Meisterschaft: 1941
- Torschützenkönig der mexikanischen Liga: 1941/42

### Verein
- Costa-ricanischer Meister: 1940, 1955
- Mexikanischer Meister: 1946/47

### Nationalmannschaft
- Meister Mittelamerikas und der Karibik: 1941